# 鶏回虫
鶏回虫 (にわとりかいちゅう、Ascaridia galli) とは、ニワトリ、シチメンチョウ、クジャクの小腸、まれに盲腸や胃に寄生する線虫の1種。体長は♂3-8cm、♀6-12cmであり、感染様式は経口感染である。プレパテント・ピリオドは37日。鶏回虫は幼雛に消化障害や貧血を引き起こすことがある。